# F3X
F3X était une émission de télévision française pour la jeunesse diffusée du 2 septembre 2001 au 13 avril 2008 sur France 3. L'émission était diffusée le dimanche à 9 h 30. Le thème de cette émission est centré sur l'action, la science-fiction et les super héros.

## Principe
L'émission est présentée par les X-Men au moyen d'extraits remontés et redoublés servant à introduire les différents dessins animés diffusés. À partir de septembre 2006, l'émission est rythmée par une voix-off assurée par Patrick Poivey et les extraits ne présentent plus la prochaine série diffusée.

## Dessins animés
- Ben 10
- Batman, la série animée
- Batman, les nouvelles aventures
- Batman, la relève
- The Batman
- La Légende des super-héros
- La Ligue des justiciers
- ¡Mucha Lucha!
- Ozzy & Drix
- Le Projet Zeta
- Samouraï Jack
- Superman, l'Ange de Metropolis
- Static Choc
- Teen Titans
- X-Men: Evolution